# Barangay
Een barangay (Filipijns: baranggay) is de kleinste bestuurlijke eenheid die in de Filipijnen bestaat. Steden en gemeenten in de Filipijnen zijn onderverdeeld in barangays. Een barangay wordt bestuurd door een aantal verkiesbare bestuurders (sangguniang barangay), die weer worden voorgezeten door een 'barangay captain' (punong barangay). Per 30 september 2014 waren er in de Filipijnen 42.029 barangays.  De bestuurders en de captain worden democratisch gekozen en zijn meestal niet verbonden aan een politieke partij. Meestal wordt er felle campagne gevoerd om de posities.
De barangay heeft ook een geschillenbeslechtingsfunctie, bekend als Barangay Justice System of Katarungang Pambarangay. Partijen binnen dezelfde barangay kunnen en moeten hun geschillen in eerste aanleg aan de barangay voorleggen. Deze kan de zaak trachten op te lossen door middel van mediatie, conciliatie of (vrijwillige) arbitrage. Pas indien dit mislukt kunnen partijen hun zaak voorleggen aan de rechter. De functie van dit college, ook wel bekend als Lupon Tagapamayapa of vredegerecht, is het bieden van een laagdrempelige en goedkope manier van geschillenbeslechting, en het ontlasten van het reguliere rechterlijk apparaat.

## Bron
1. ↑  (en)  Number of Barangays Totals to 42,029 in the Third Quarter of 2014, National Statistical Coordination Board (4 november 2014)